# Rio do Peixe (Mato Grosso do Sul)
O rio do Peixe é um curso de água que banha o estado de Mato Grosso do Sul, Brasil.